# Arthun
Arthun település Franciaországban, Loire megyében. Lakosainak száma 526 fő (2022. január 1.). Arthun Boën-sur-Lignon, Bussy-Albieux, Sainte-Agathe-la-Bouteresse, Sainte-Foy-Saint-Sulpice és Saint-Sixte községekkel határos.

## Népesség
A település népességének változása:
| Lakosok száma | 410  | 473  | 450  | 483  | 555  | 563  | 542  | 528  | 525  | 526  |
|               | 1968 | 1982 | 1990 | 2006 | 2013 | 2015 | 2017 | 2019 | 2020 | 2022 |